# Xinxing (Yunfu)

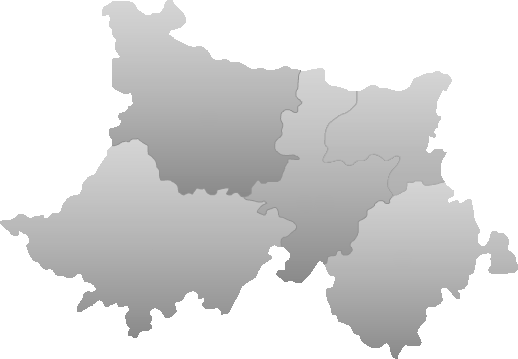
Lage des Kreises Xinxing im Gebiet der bezirksfreien Stadt Yunfu

Der Kreis Xinxing (chinesisch 新兴县, Pinyin Xīnxīng Xiàn) ist ein Kreis in der chinesischen Provinz Guangdong. Er gehört zum Verwaltungsgebiet der bezirksfreien Stadt Yunfu. Xinxing hat eine Fläche von 1.521 km² und zählt 430.831 Einwohner (Stand: Zensus 2020). Sein Hauptort ist die Großgemeinde Xincheng (新城镇).
Während der Ming-Dynastie (1368–1644) und der Qing-Dynastie (1644–1911) wurde Xinxing von der Präfektur Zhaoqing (chinesisch: 肇慶府) regiert.

## Administrative Gliederung
Auf Gemeindeebene setzt sich der Kreis aus zwölf Großgemeinden zusammen. 